# Артёмов, Михаил Иванович
Михаил Иванович Артёмов (1 октября 1909 года — 15 марта 1974 года.) — участник Великой Отечественной войны, председатель колхоза имени Тельмана Ессентукского района, Ставропольский край. Герой Социалистического Труда (30.01.1948).

## Биография
Родился 1 октября 1909 года на территории современного Ставропольского края. Русский.
Вступил в колхоз со дня его образования в начале 1930-х годов и работал трактористом, с 1934 года возглавлял тракторную бригаду.
В 1939 году М. И. Артёмова избрали председателем колхоза имени Тельмана Ессентукского района, в котором было 714 гектаров пахотной земли под зерновые культуры, причём планом намечалось убирать комбайнами лишь 500 гектаров, а из 100 гектаров подсолнечника — только 70. Недостаточное наличие сельскохозяйственной техники не могло обеспечить механизированную уборку урожая и заранее предопределяло значительную долю ручного труда.
Участник Великой Отечественной войны ранен, контузия, демобилизован по ранению.
После неурожайного из-за засухи 1946 года, по итогам работы в следующем 1947 году колхозом получен урожай пшеницы 30,96 центнера с гектара на площади 41 гектар.
Указом Президиума Верховного Совета СССР от 30 января 1948 года за получение высоких урожаев пшеницы и кукурузы в 1947 году Артёмову Михаилу Ивановичу присвоено звание Героя Социалистического труда с вручением ордена Ленина и золотой медали «Серп и Молот».
Этим же указом высокого звания были удостоены передовые звеньевые — комсомолки А. Н. Барбашина Э. Г. Гюльбекова, звенья которых постоянно соревновались между собой, а также бригадир тракторной бригады Г. А. Юрин, механизаторы которой обрабатывали поля колхоза имени Тельмана и А. А. Богданова (Тороп).
После создания укрупнённого колхоза имени Ленина М. И. Артёмов возглавил его, с 1952 года работал завхозом этого колхоза, позже — завхозом колхоза «Заветы Ленина» Предгорного района.
Умер 15 марта 1974 года. Похоронен в городе Ессентуки Ставропольского края на кладбище «Франчиха».

## Награды
- Золотая медаль «Серп и Молот»(30.01.1948)
- Орден Ленина (30.01.1948)
- Медаль «За оборону Кавказа»  (01.05.1944).
- Медаль «В ознаменование 100-летия со дня рождения Владимира Ильича Ленина» (6 апреля 1970)
- Медаль «За победу над Германией в Великой Отечественной войне 1941—1945 гг.» (9 мая 1945[3])
- Юбилейная медаль «Двадцать лет Победы в Великой Отечественной войне 1941—1945 гг.» (7 мая 1965[4])
- Медаль «За трудовое отличие»
- Медаль «Ветеран труда»

- медалями ВДНХ СССР:

## Память
- На могиле установлен надгробный памятник.